# 豺狼座GG
豺狼座GG，又名CD-40 9496，HD 135876、SAO 225647、HR 5687，是豺狼座的一颗恒星，视星等为5.59，位于銀經330.85，銀緯13.95，其B1900.0坐标为赤經15h 12m 22.8s，赤緯-40° 13.95′ 18″。